# Ogród Botaniczny w Grudziądzu

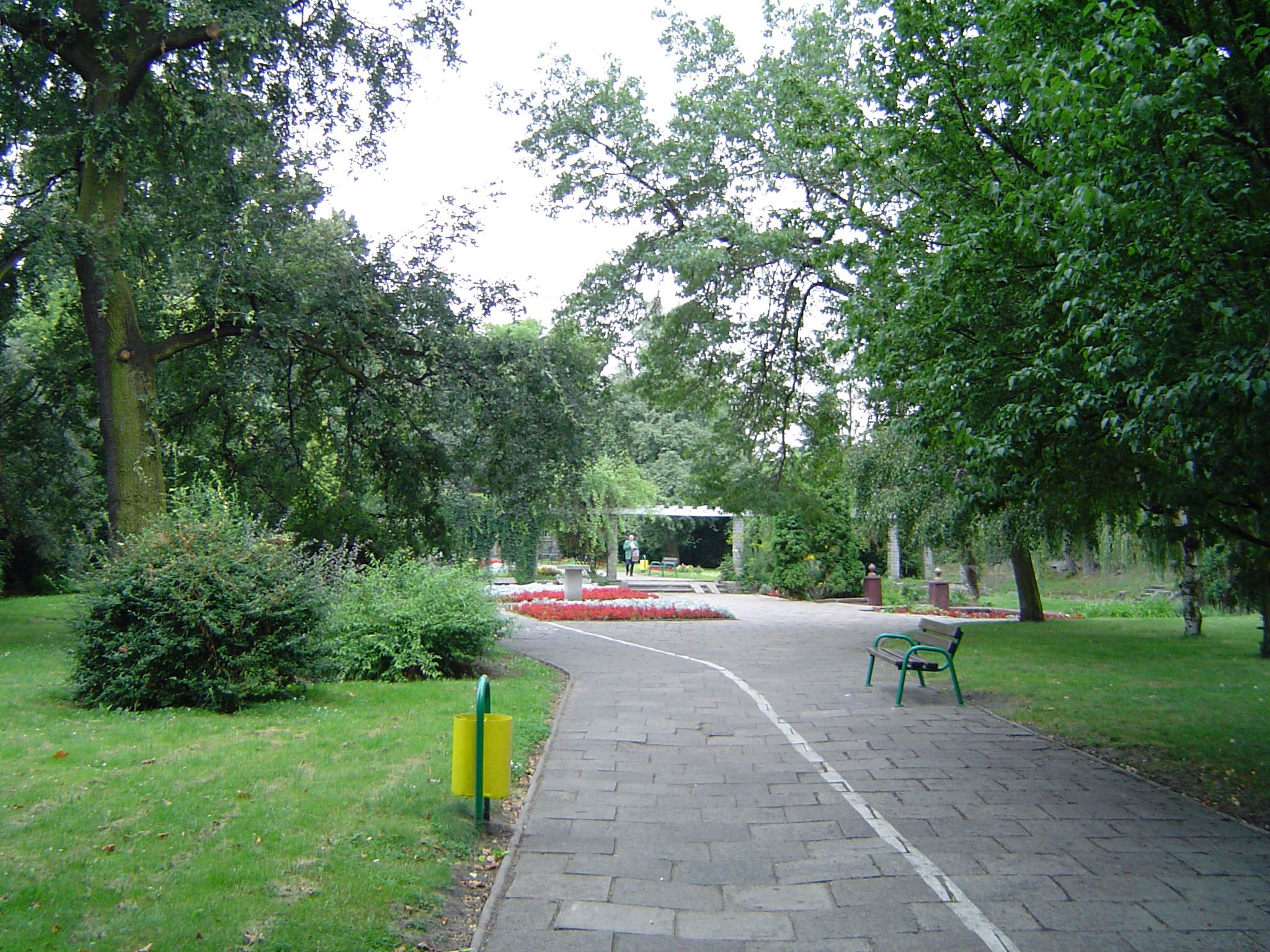
Ogród Botaniczny w Grudziądzu przed remontem w 2008 r.

Ogród Botaniczny w Grudziądzu – park botaniczno-dendrologiczny, położony nad Trynką, między ulicami Bema i Armii Krajowej. Zajmuje powierzchnię 0,51 ha.

## Historia
Uchwała o utworzeniu ogrodu dendrologicznego została podjęta na wniosek Towarzystwa Upiększania Miasta Grudziądza przez Zarząd Miasta 12 lipca 1933. Urządzanie ogrodu trwało dwa lata. Cały teren został otoczony ogrodzeniem z dwoma bramami. W parku umieszczano rzadkie okazy drzew i krzewów w różnych odmianach. W południowej części ogrodu założono kwietne dywany, z których słynął przedwojenny Grudziądz. Dodatkowymi atrakcjami były niewielki basen z rybkami oraz zegar słoneczny. Drzewa i krzewy zaopatrzone były w tabliczki informacyjne. Park Botaniczny im. Króla Jana III Sobieskiego, bo tak brzmiała oficjalna przedwojenna nazwa, został otwarty w 1935 roku. 
Park jest zamykany na noc. Prowadzi przez niego spacerowa alejka, która ciągnie się wzdłuż Kanału Trynki od ul. Klasztornej do ul. Karabinierów na długości 2 km. W 2008 roku władze miejskie podjęły decyzję o całkowitej renowacji ogrodu. W ramach projektu odnowienia ogrodu botanicznego wykonano renowację trawnika, zlikwidowano chore drzewa i krzewy, nasadzono nowe rośliny, ułożono nową nawierzchnię z kostki brukowej oraz zakupiono nowe ławki, kosze i oświetlenia. Odrestaurowano zegar słoneczny, a wiosną w basenie pojawi się woda i rośliny wodne. Nasadzono kilkaset drzew, krzewów i krzewinek ponad 30 gatunków: miłorząb dwuklapowy, perukowiec podolski, magnolia pośrednia, kosodrzewina, sosna wejmutka, pigwowiec chiński, klon japoński, tulipanowiec amerykański, jodła koreańska, żarnowiec miotlasty. Znajdują się przy nich tabliczki z polską i łacińską nazwą gatunku oraz miejscem pochodzenia. Wiosną kwitną przebiśniegi, konwalie, krokusy, tulipany, narcyzy, kosaćce.

## Pomniki przyrody
W Ogrodzie rosną dwa drzewa chronione jako pomniki przyrody:
- lipa szerokolistna o obwodzie 375 cm[1]
- dąb szypułkowy o obwodzie 340 cm[2].